# Vincent d’Indy

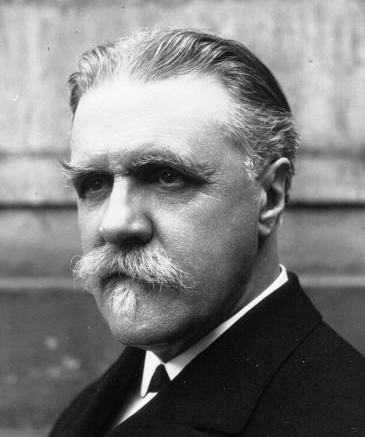
Vincent d’Indy (1914)

Paul Marie Théodore Vincent d’Indy (Aussprache: vɛ̃ˈsɑ̃ dɛ̃ˈdi) (* 27. März 1851 in Paris; † 2. Dezember 1931 in Paris) war ein französischer Komponist und Musiktheoretiker.

## Leben
D’Indy entstammte einer alten Adelsfamilie aus dem Vivarais (Ardèche) und wuchs nach dem frühen Tod seiner Mutter bei seiner Großmutter, der strengen Gräfin Rézia d’Indy, auf. Sein Onkel Wilfrid d’Indy (* 1821; † 1891), selbst ein Amateurkomponist, führte ihn an die Musik heran. Vincent wurde Klavierschüler von Louis Diémer und Antoine François Marmontel und studierte ab 1865 Harmonie bei Albert Lavignac. Nach dem Deutsch-Französischen Krieg 1870/71, in dem er bei der Verteidigung von Paris kämpfte, veröffentlichte er seine ersten Kompositionen.
1872 begegnete er durch die Vermittlung seines Freundes Henri Duparc erstmals César Franck und wurde bald darauf sein Schüler. Beide machten ihn auch mit der deutschen Musik, insbesondere mit Richard Wagner, bekannt; nach einem Besuch der Bayreuther Festspiele 1876, wo er den kompletten Ring des Nibelungen sah, wurde d’Indy ein überzeugter Wagnerianer. 1875 heiratete er seine Cousine Isabelle de Pampelonne und wurde Organist in Saint-Leu-la-Forêt, später dann Chorleiter für den Komponisten Édouard Colonne. Viele Opernprojekte verfolgte er in diesen Jahren, doch einzig Axel, beeinflusst von Wagners Parsifal, floss später in seine Oper Fervaal (1889–1895) ein.

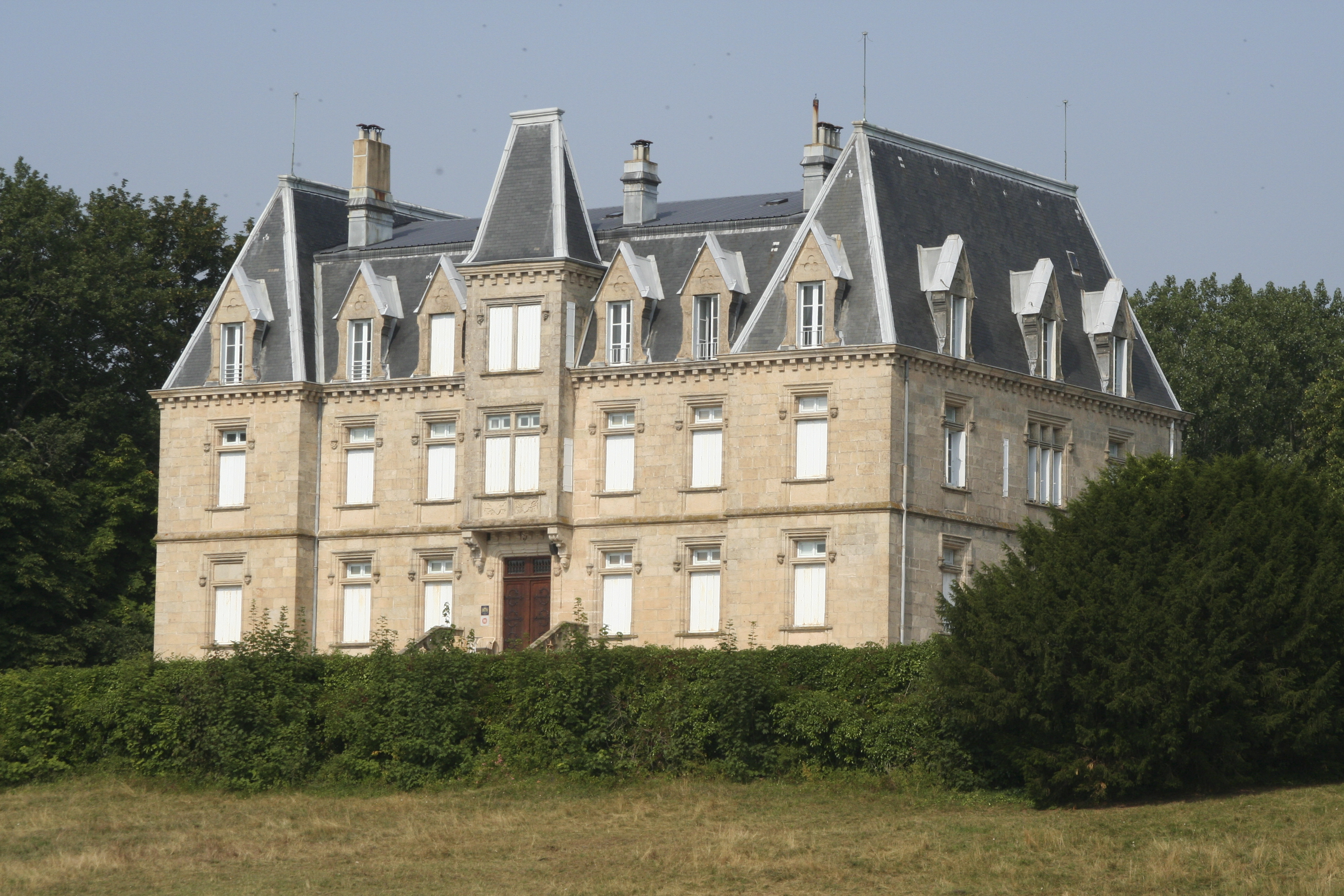
Das Château des Faugs, Wohnsitz von Vincent d’Indy

1886 hatte er erste Erfolge mit seiner Symphonie sur un chant montagnard français und der Oper Le chant de la cloche, die einen Kompositionspreis der Stadt Paris gewann. Nach dem Tode von César Franck folgte ihm d’Indy als Präsident der Société Nationale de Musique. Nach der Ablehnung seiner Reformideen für das Pariser Konservatorium gründete er 1894 mit Charles Bordes und Alexandre Guilmant die Schola Cantorum, deren Direktor er 1900 wurde. Seine Lehrziele, veröffentlicht im vierbändigen Cours de composition musicale, basierten auf dem Unterricht Francks, der Beschäftigung mit Johann Sebastian Bach und Ludwig van Beethoven und der Wiederentdeckung älterer Musik wie etwa von Giovanni Pierluigi da Palestrina, Claudio Monteverdi, Jean-Philippe Rameau und dem Gregorianischen Choral.
Nach den Uraufführungen seiner Opern Fervaal (1897) und L’étranger (1903) sowie bedeutender Orchesterwerke wie den Istar-Variationen (1896) und der zweiten Sinfonie (1903) wurde d’Indy auch einer breiten Öffentlichkeit bekannt. Er entwickelte sich zum Wortführer der Gegner Claude Debussys und des aufkommenden Impressionismus, obwohl seine eigenen Werke ähnliche Tendenzen aufwiesen. Zusätzlich verstärkte sich bei ihm eine chauvinistische, militaristische und antisemitische Haltung, die ihren Niederschlag in La légende de Saint Christophe (1908–1915) und der dritten Sinfonie De bello gallico (1916–1918) fand.

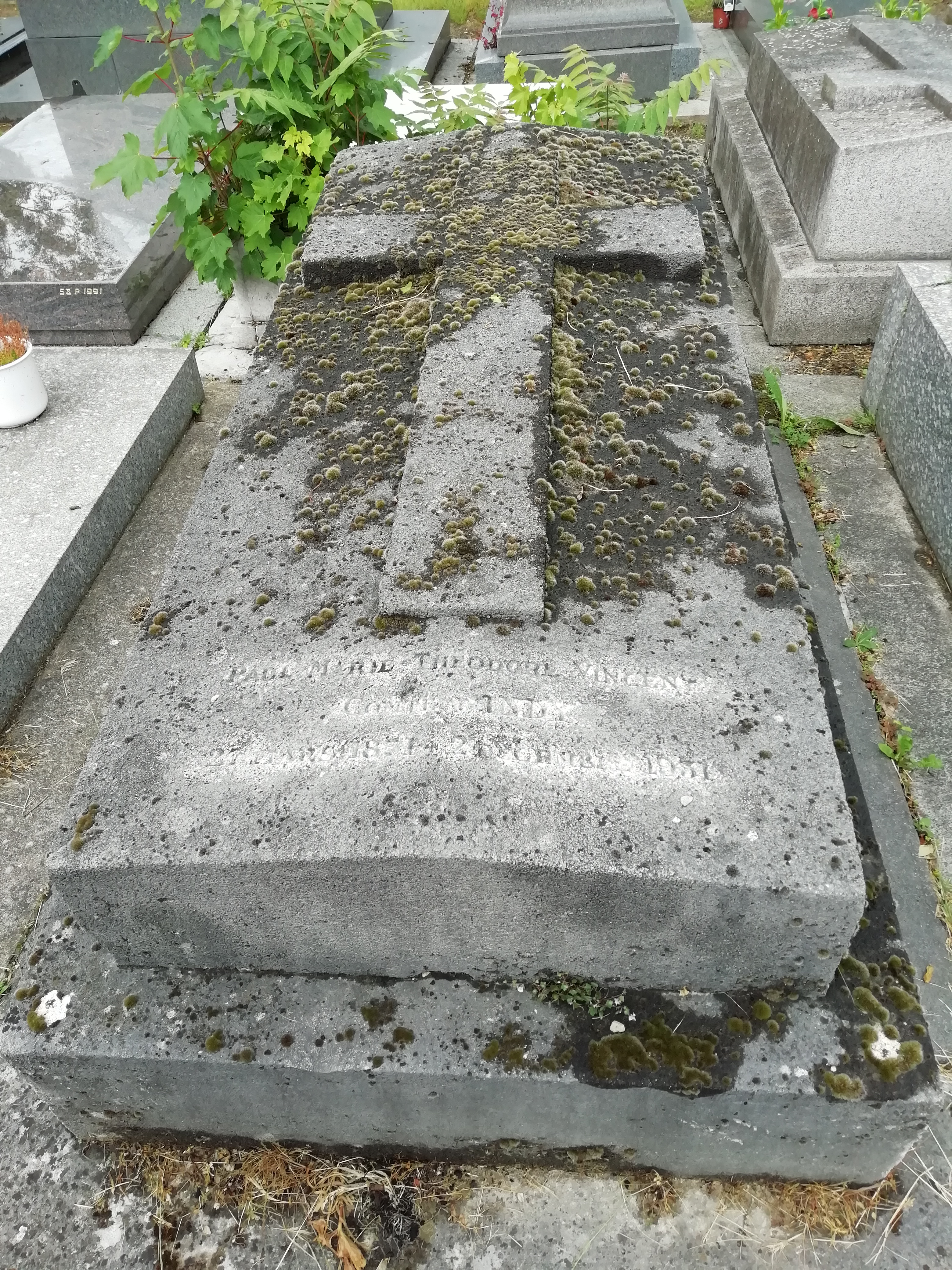
D’Indys Grab auf dem Cimetière du Montparnasse in Paris

Trotz seiner Tätigkeit für die Schola Cantorum lehrte d’Indy von 1912 bis 1929 auch am Pariser Konservatorium. Nach dem Ersten Weltkrieg gab er seine Sommerresidenz bei Boffres (Ardèche), die er 1886 zum Schloss Château des Faugs hatte ausbauen lassen, auf und zog an die Côte d’Azur nach Agay bei Saint-Raphaël. Dieser Ortswechsel, verbunden mit der beginnenden Beziehung zu Caroline Janson, die er später heiratete, mögen zu der Aufhellung seiner Kompositionen beigetragen haben. In den Werken Poème des rivages (1921), Diptyque méditerranéen (1926) und den späten Kammermusikkreationen näherte er sich einem leichteren, unbeschwerteren Neoklassizismus. Ungeachtet dieses Stilwechsels und auch seiner zahlreichen Schüler, zu denen Albert Roussel, Albéric Magnard, Adrien Rougier, Erik Satie und Edgar Varèse zählten, blieb d’Indys Haltung gegenüber der modernen Musik ablehnend.
1897 wurde er zum assoziierten Mitglied der Académie royale des Sciences, des Lettres et des Beaux-Arts de Belgique gewählt.

## Werke
- Opern

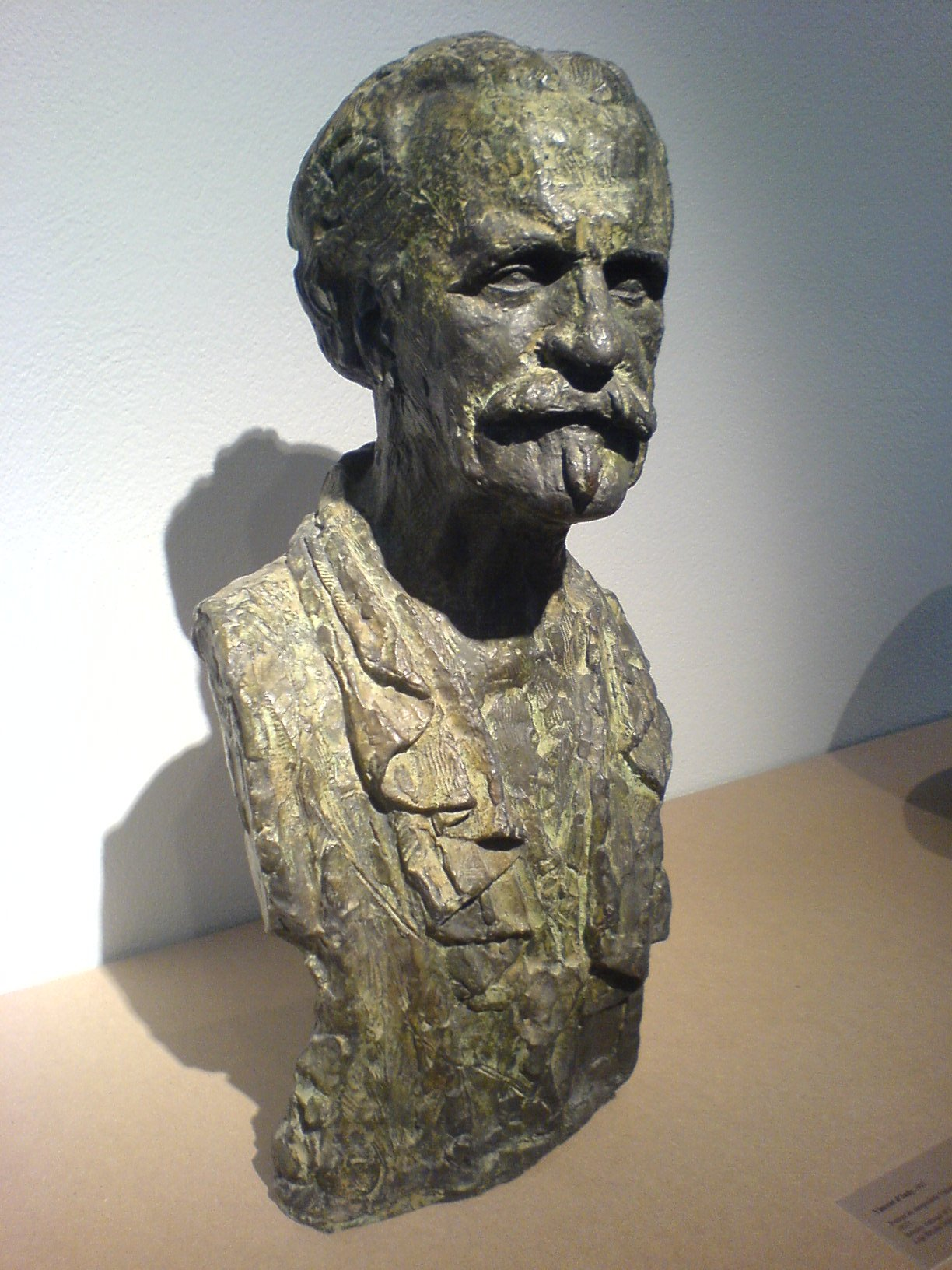
Vincent d’Indy von Antoine Bourdelle

  - Les burgraves du Rhin (1869–1872; unvollendet)
  - Attendez-moi sous l’orme. Opéra comique op. 14 (1876–1882; UA 1882)
  - Le chant de la cloche op. 18 (1879–1883; UA 1912)
  - Fervaal. Action musicale op. 40 (1889–1895; UA 1897; basiert auf Axel, um 1878)
  - L’étranger. Action musicale op. 53 (1898–1901; UA 1903)
  - La légende de Saint Christophe. Légende sacrée op. 67 (1908–1915; UA 1920)
  - Le rêve de Cinyras. Comédie lyrique op. 80 (1922–1923; UA 1927)
- Sinfonien
  - Sinfonie Nr. 1 a-Moll (Symphonie italienne) (1870–1872; nicht veröffentlicht)
  - Jean Hundaye. Sinfonie op. 5 (1874–1875; nicht veröffentlicht)
  - Symphonie sur un chant montagnard français (Symphonie cévenole) für Klavier und Orchester op. 25 (1886)
  - Sinfonie Nr. 2 B-Dur op. 57 (1902–1903)
  - Sinfonie Nr. 3 Sinfonia brevis (de bello gallico) op. 70 (1916–1918)
- weitere Orchesterwerke
  - Antoine et Cléopatre. Ouvertüre nach Shakespeare op. 6 (1876; nicht veröffentlicht)
  - La forêt enchantée. Sinfonische Legende nach Uhland op. 8 (1878)
  - Wallenstein. 3 sinfonische Ouvertüren nach Schiller op. 12 (1879–1881) (Le camp; Max et Thécla, Bearbeitung von Les Piccolomini, 1873; La mort de Wallenstein)
  - Lied für Violoncello oder Viola und Orchester op. 19 (1884)
  - Saugefleurie. Legende nach de Bonnières op. 21 (1884)
  - Sérénade et valse op. 28 (1885; Orchestrierung der Klavierstücke op. 16,1 und op. 17,1)
  - Fantaisie sur des thèmes populaires français für Oboe und Orchester op. 31 (1888)
  - Karadec. Schauspielmusik op. 34 (1890)
  - Tableaux de voyage op. 36 (1888–1892; Orchestrierung von Klavierstücken aus op. 33)
  - Istar. Sinfonische Variationen op. 42 (1896)
  - Médée. Schauspielmusik op. 47 (1898)
  - Choral varié für Saxophon oder Viola und Orchester op. 55 (1903)
  - Jour d’été à la montagne. Sinfonisches Triptychon op. 61 (1905)
  - Souvenirs. Poème op. 62 (1906)
  - Veronica. Schauspielmusik op. 76 (1919–1920; nicht veröffentlicht)
  - Poèmes des rivages. Sinfonische Suite op. 77 (1919–1921)
  - Diptyque méditerranéen op. 87 (1925–1926)
  - Konzert für Klavier, Flöte, Violoncello und Streicher op. 89 (1926)
- Kammermusik
  - Scherzo D-Dur für Klavierquartett (1871)
  - Andante pour piano et violon (1876)[2]
  - Klavierquartett a-Moll op. 7 (1878–1888)
  - Suite dans le style ancien D-Dur für Trompete, 2 Flöten und Streichquartett op. 24 (1886)
  - Trio B-Dur für Klarinette oder Violine, Violoncello und Klavier op. 29 (1887)
  - Streichquartett Nr. 1 D-Dur op. 35 (1890)
  - Streichquartett Nr. 2 E-Dur op. 45 (1897)
  - Chansons et danses für Bläser op. 50 (1898)
  - Marche du 76ème régiment d’infanterie für Militärkapelle op. 54 (1903)
  - Violinsonate C-Dur op. 59 (1903–1904)
  - Sarabande et menuet für Bläserquintett op. 72 (1918; Bearbeitung aus op. 24)
  - Klavierquintett g-Moll op. 81 (1924)
  - Cellosonate D-Dur op. 84 (1924–1925)
  - Suite für Flöte, Streichtrio und Harfe op. 91 (1927)
  - Streichsextett B-Dur op. 92 (1927)
  - Streichquartett Nr. 3 Des-Dur op. 96 (1928–1929)
  - Klaviertrio Nr. 2 in Form einer Suite op. 98 (1929)
  - Streichquartett Nr. 4 (1931; unvollendet)
- Klavierwerke
  - Klaviersonate c-Moll op. 1 (1869)
  - Quatre romances sans paroles (1870)
  - Petite sonate dans la forme classique op. 9 (1880)
  - Poème des montagnes op. 15 (1881)
  - Quatre pièces op. 16 (1882)
  - Helvétia – 3 Walzer op. 17 (1882)
  - Nocturne Ges-Dur op. 26 (1886)
  - Promenade op. 27 (1887)
  - Schumanniana – 3 Lieder ohne Worte op. 30 (1887)
  - Tableaux de voyage. 13 Stücke op. 33 (1888)
  - Petite chanson grégorienne für Klavier vierhändig op. 60 (1904)
  - Klaviersonate e-Moll op. 63 (1907)
  - Menuet sur le nom d’Haydn op. 65 (1909)
  - Treize pièces brèves op. 68 (1908–1915)
  - Douze petites pièces faciles dans le style classique de la fin du XVIIIe siècle op. 69 (1908–1915)
  - Sept chants de terroir für Klavier vierhändig op. 73 (1918)
  - Pour les enfants de tous les ages. 24 Stücke op. 74 (1919)
  - Thème varié, fugue et chanson op. 85 (1925)
  - Contes de fées. 5 Stücke op. 86 (1925)
  - Six paraphrases sur des chansons enfantines de France op. 95 (1928)
  - Fantaisie sur un vieil air de ronde française op. 99 (1930)
- Orgelwerke
  - Prélude et petit canon à trois parties op. 38 (1893)
  - Vêpres du commun des martyrs op. 51 (1899)
  - Pièce (Prélude) es-Moll op. 66 (1911; ursprünglich für Harmonium)